# Blurry Eyes

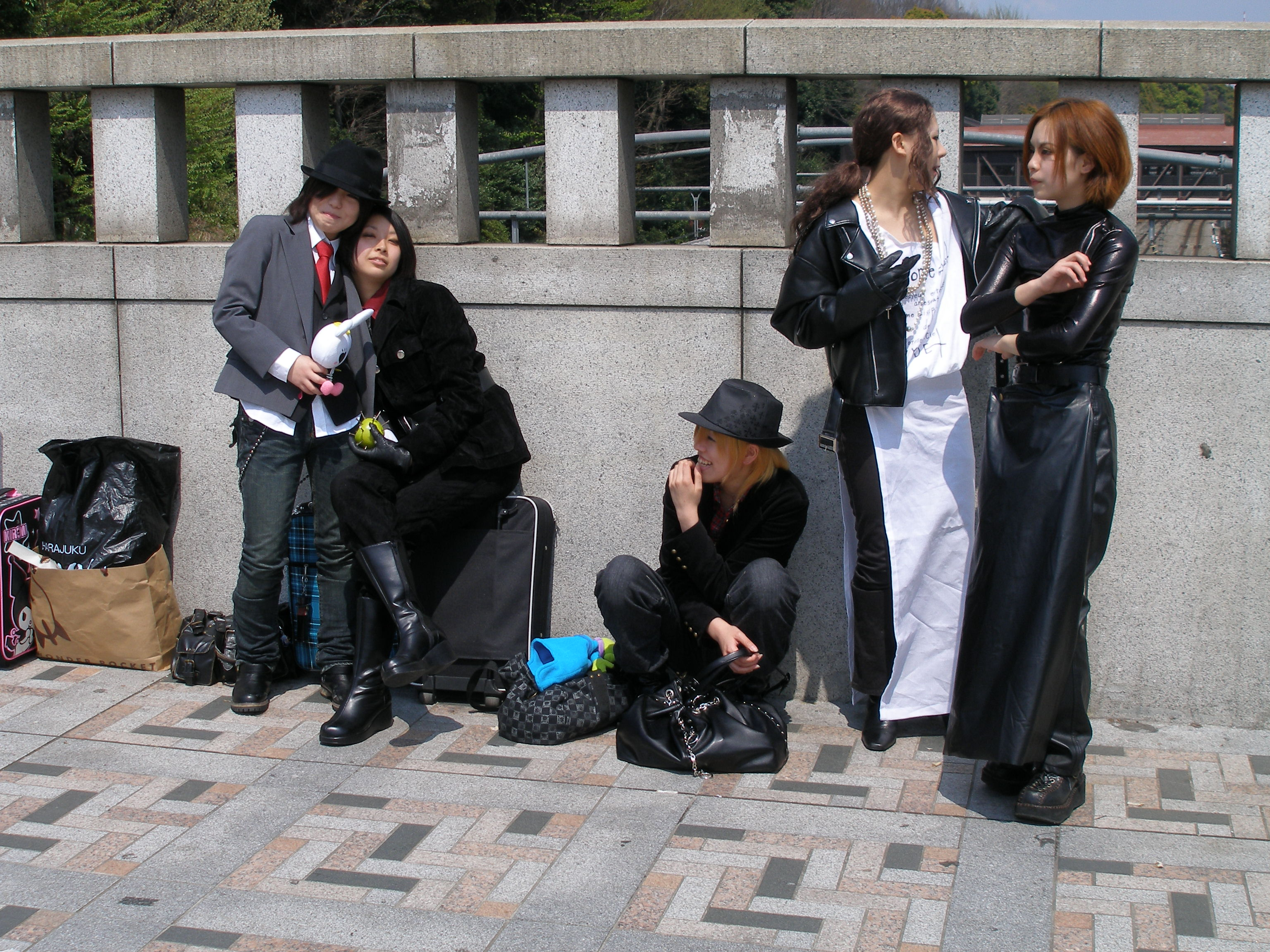
Da esquerda para a direita, o(a) quarto(a) fã veste-se de forma idêntica a Hyde no videoclipe de "Blurry Eyes".

"Blurry Eyes" é o segundo single da banda de rock japonesa L'Arc-en-Ciel, lançado em 21 de outubro de 1994 pela Ki/oon Records e incluído no álbum Tierra. Atingiu a 22ª posição na Oricon Singles Chart. A faixa-título é tema de abertura do anime DNA².
"Blurry Eyes" foi relançado em 30 de agosto de 2006 e dessa vez atingiu o número 12 na Oricon, permanecendo por doze semanas. Em 2012, Vince Neil fez um cover da canção para o álbum de tributo L'Arc~en~Ciel Tribute.
Foi certificado disco de ouro pela RIAJ em novembro de 1998 por vender mais de 100,000 cópias.
Já em dezembro de 2018, alcançou mais de 100,000 downloads pagos e também foi certificado ouro nesta categoria.

## Faixas
Todas as letras escritas por Hyde. 
| N.º            | Título                                       | Música         | Duração |  |
| 1.             | "Blurry Eyes"                                | Tetsu          | 4:22    |  |
| 2.             | "Wind of Gold (Many Kind of Percussion Mix)" | Ken            | 4:36    |  |
| 3.             | "Blurry Eyes (Voiceless Version)"            | Tetsu          | 4:20    |  |
| Duração total: | Duração total:                               | Duração total: | 13:19   |  |

## Paradas
| Ano  | Parada               | Melhor posição |
| ---- | -------------------- | -------------- |
| 1994 | Oricon Singles Chart | #22            |
| 2006 | Oricon Singles Chart | #12            |

## Ficha técnica
- Hyde – vocais
- Ken – guitarra
- Tetsu – baixo
- Sakura – bateria